# Richard Veymiers
 (avril 2022).
La mise en forme du texte ne suit pas les recommandations de Wikipédia : il faut le « wikifier ».
Les points d'amélioration suivants sont les cas les plus fréquents :
- Les titres sont pré-formatés par le logiciel. Ils ne sont ni en capitales, ni en gras.
- Le texte ne doit pas être écrit en capitales (les noms de famille non plus), ni en gras, ni en italique, ni en « petit »…
- Le gras n'est utilisé que pour surligner le titre de l'article dans l'introduction, une seule fois.
- L'italique est rarement utilisé : mots en langue étrangère, titres d'œuvres, noms de bateaux, etc.
- Les citations ne sont pas en italique mais en corps de texte normal. Elles sont entourées par des guillemets français : « et ».
- Les listes à puces sont à éviter, des paragraphes rédigés étant largement préférés. Les tableaux sont à réserver à la présentation de données structurées (résultats, etc.).
- Les appels de note de bas de page (petits chiffres en exposant, introduits par l'outil «  Source ») sont à placer entre la fin de phrase et le point final[comme ça].
- Les liens internes (vers d'autres articles de Wikipédia) sont à choisir avec parcimonie. Créez des liens vers des articles approfondissant le sujet. Les termes génériques sans rapport avec le sujet sont à éviter, ainsi que les répétitions de liens vers un même terme.
- Les liens externes sont à placer uniquement dans une section « Liens externes », à la fin de l'article. Ces liens sont à choisir avec parcimonie suivant les règles définies. Si un lien sert de source à l'article, son insertion dans le texte est à faire par les notes de bas de page.
- La présentation des références doit suivre les conventions bibliographiques. Il est recommandé d'utiliser les modèles {{Ouvrage}}, {{Chapitre}}, {{Article}}, {{Lien web}} et/ou {{Bibliographie}}. Le mode d'édition visuel peut mettre en forme automatiquement les références.
- Insérer une infobox (cadre d'informations à droite) n'est pas obligatoire pour parachever la mise en page.

Pour une aide détaillée, merci de consulter Aide:Wikification.
Si vous pensez que ces points ont été résolus, vous pouvez retirer ce bandeau et améliorer la mise en forme d'un autre article.
 (avril 2022).
Si vous disposez d'ouvrages ou d'articles de référence ou si vous connaissez des sites web de qualité traitant du thème abordé ici, merci de compléter l'article en donnant les références utiles à sa vérifiabilité et en les liant à la section « Notes et références ».
 (avril 2022).
Il peut être nécessaire de l'améliorer pour respecter le principe de neutralité de point de vue. 

Richard Veymiers, né à Ath le 22 février 1980, est un archéologue et historien de l’art belge, professeur à l’université de Liège.
Il est depuis 2018 le directeur général du Domaine & Musée royal de Mariemont.

## Biographie
Richard Veymiers s’est formé à l’université de Liège où il a obtenu en 2008 son doctorat en histoire, art et archéologie avec le soutien du FRS-FNRS.
Il réalise ensuite un parcours international au sein de diverses cultures scientifiques et muséales en tant que membre de l’École française d’Athènes (2008-2011), chercheur postdoctoral de la Ville de Paris (2013-2014), Visiting Member du Corpus Christi College à Oxford (2014-2015), Getty Scholar au Getty Research Institute de Los Angeles (2016-2017) et Marie Curie Research Fellow à l’université de Leyde (2017-2018).
En septembre 2018, il devient le directeur général du Domaine & Musée royal de Mariemont, qui est l’établissement scientifique et muséal de référence de la Fédération Wallonie-Bruxelles. Il succède ainsi à Marie-Cécile Bruwier.
Il rejoint en septembre 2021 le corps académique de l’université de Liège dans le cadre d’une chaire dans le domaine de la valorisation du patrimoine culturel.

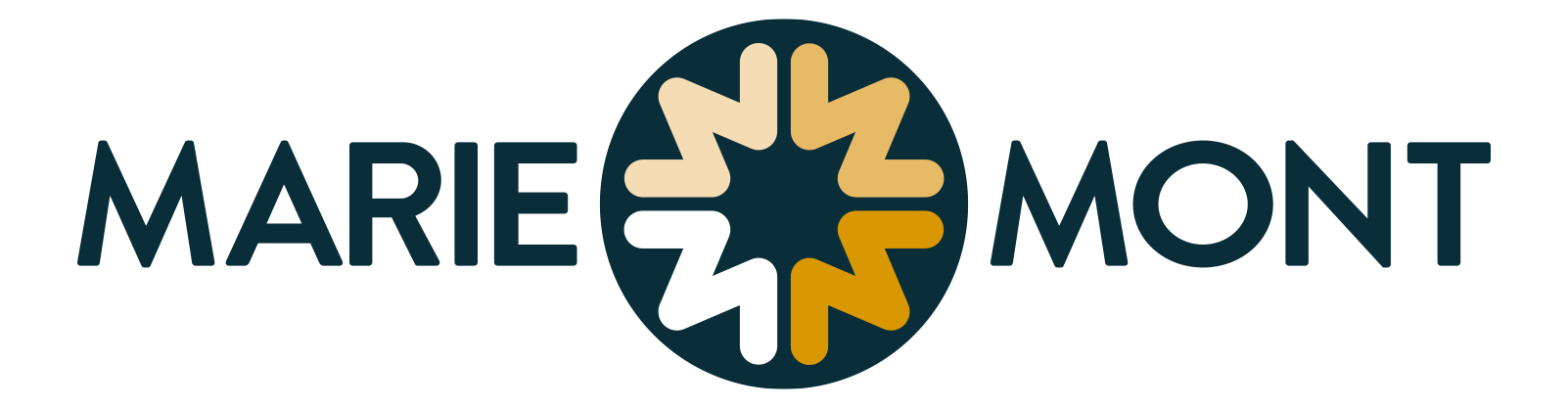
Domaine & Musée royal de Mariemont.

## Gestion culturelle et muséale
Richard Veymiers conduit au Domaine & Musée royal de Mariemont un projet d’établissement qui vise à combiner la valorisation du patrimoine, l’excellence scientifique et l’accessibilité culturelle. 
La mise en œuvre de ce projet peut être suivie dans les rapports annuels de Mariemont édités en ligne,, ainsi que dans le Focus Culture édité chaque année par le Ministère de la Fédération Wallonie-Bruxelles.
Richard Veymiers a géré une situation d'artnapping qui a eu un grand écho médiatique à la suite du vol d'une jarre impériale chinoise d'époque Ming le 21 avril 2024.

### Expositions
On compte parmi les expositions organisées sous sa direction au Domaine & Musée royal de Mariemont :
- l'exposition De lin et de laine. Textiles égyptiens du 1er millénaire (9 février – 25 mai 2019) ;
- l'exposition Bye Bye Future! L’art de voyager dans le temps (25 janvier – 25 octobre 2020) ;
- l'exposition Le monde de Clovis. Itinéraires mérovingiens (13 février – 13 juin 2021) ;
- l'exposition La Chine au féminin. Une aventure moderne (2 avril – 23 octobre 2022) ;
- l'exposition Égypte. Éternelle passion (24 septembre 2022 - 16 avril 2023) ;
- l'exposition Mari en Syrie. Renaissance d'une cité au 3e millénaire (16 septembre 2023 - 7 janvier 2024) ;
- l'exposition Bouddha. L'expérience du sensible (21 septembre 2024 - 20 avril 2025).

Il fut l'un des principaux commissaires de l'exposition Le Mystère Mithra. Plongée au coeur d'un culte romain (20 novembre 2021 - 17 avril 2022), et l'initiateur du programme européen qui lui a donné naissance : The Mithra Project.

## Recherche scientifique
Richard Veymiers est un spécialiste en archéologie et histoire de l’art de l’Antiquité grecque et romaine. La réception de l’Égypte et de ses dieux par les Grecs et les Romains constitue l’un de ses laboratoires de prédilection. Il collabore régulièrement à ce titre avec Laurent Bricault et dirige avec lui les séries de la Bibliotheca Isiaca.
Ses principaux axes de recherche portent sur :
- les transferts culturels dans les sociétés antiques ;
- l'anthropologie des images ;
- la biographie culturelle des objets ;
- la valorisation du patrimoine dans les musées ;
- la réception de l’Antiquité.

### Publications
- R. Veymiers, L. Bricault et N. Amoroso, Le Mystère Mithra. Plongée au cœur d’un culte romain, Morlanwelz, Musée royal de Mariemont, 2021, 573 p.[16]
- R. Veymiers, L. Bricault et N. Amoroso, Le Mystère Mithra. Plongée au cœur d’un culte romain, Archéologia Hors-série 32, 2021, 65 p.[17],[18]
- R. Veymiers et L. Bricault, Bibliotheca Isiaca I-IV, Bordeaux, Ausonius, 2008-2020, 4 vol[15]
- R. Veymiers et V. Gasparini, Individuals and Materials in the Greco-Roman Cults of Isis: Agents, Images, and Practices, Leiden-Boston, Brill, 2018, 1145 p.[19],[20]
- R. Veymiers, P. Iossif et Fr. de Callataÿ, TΥΠΟΙ. Greek and Roman Coins Seen Through Their Images: Noble Issuers, Humble Users?, Liège, Presses Universitaires de Liège, 2018, 526 p.[21]
- R. Veymiers, Hileôs tôi phorounti. Sérapis sur les gemmes et les bijoux antiques, Bruxelles, Académie royale de Belgique, 2009, 608 p.[22]